# Hagåtña
 Ovo je glavno značenje pojma Hagåtña. Za druga značenja pogledajte Hagåtña (rijeka), rijeka na Guamu.
Hagåtña (sve do 1998. Agana kako su je nazvali Španjolci) je drugo po veličini naselje i administrativno središte od 1 051 stanovnika samoupravnog otočnog teritorija Sjedinjenih Američkih Država Guama.

## Geografska obilježja
Hagåtña leži na zapadnoj obali otoka Guam, na sjeveru Tihog oceana kod ušća istoimene rječice Hagåtña u zaljev. Ima umjerenu tropsku klimu, ali je često meta jakih tajfuna, koji znaju izazvati velike štete. 

## Znamenitosti
Najveća znamenitost Hagåtñe obnovljena je katolička katedrala Dulce Nombre de María na Plaza de Españi i ostaci nekadašnje palače španjolskog guvernera Azotea, zapravo stražnji atrij tog zdanja stradalog u ratu.Nedaleko od nje nalazi se Park Latte s ostacima kamenih stupova iz prapovijesti (Kultura Latte) na kojima su nekad stajale kuće lokalnog (Chamorro) stanovništva otoka.

## Povijest
Španjolski isusovac Diego Luis de San Vitores osnovao je krajem 1660, u Zaljevu Hagåtña misiju. Ona je postala prvo španjolsko naselje na otoku Guam. Agana je 1940. imala čak 10 000 stanovnika, ali je gotovo potpuno srušena za vrijeme Drugog svjetskog rata, pa se od tog nije oporavila ni do danas. Izgradnja nove Hagåtñe često zapinje zbog vlasničkih odnosa, jer ima puno vlasnika s vrlo malim česticama zemlje.
Zbog tog su Dededo i Tamuning (udaljen svega par kilometara sjeveroistočno od Hagåtñe) postali daleko veća naselja Guama, a čak je i donedavno mali Piti, postao veće naselje.

## Gospodarstvo i promet
Najznačajnija gospodarska djelatnost je turizam uz rad u državnoj upravi.  
Pored grada, udaljen oko 9 km od središta, leži Međunarodna zračna luka Antonio Borja Won Pat (IATA: GUM, ICAO: PGUM)  koja je česta međupostaja zrakoplova koji lete preko Tihog oceana.

## Vanjske poveznice
- Hagatna Guam
- Hagatna na portalu Encyclopædia Britannica